# Gymnostachys anceps
Gymnostachys anceps är en kallaväxtart som beskrevs av Robert Brown. Gymnostachys anceps ingår i släktet Gymnostachys och familjen kallaväxter. Inga underarter finns listade.